# Полночь (Коты-Воители)
«Полночь» — фантастический роман, первая книга серии «Новое пророчество». Она открыла второй цикл произведений о котах-воителях. Книга была издана в мае 2005 года, а в России вышла в июне того же года.

## Сюжет
Во сне к юному Грозовому воину Ежевике приходит бывшая предводительница его племени Синяя Звезда. Она говорит ему, что на племена надвигается беда и что он избран Звёздным племенем. Ежевика должен встретиться с другими избранниками племен и выслушать, что скажет полночь. Кот ничего не может понять, но предводительница исчезает и он просыпается в своем гнёздышке в лагере Грозового племени. Здесь жизнь идет своим чередом. Медянку посвящают в воительницы, и она получает имя Медуница, у Тростинки и Дыма рождаются котята, а у Огнезвёзда растут две дочери: спокойная Листвичка, ставшая ученицей целительницы и взбалмошная Белочка. Она никогда не слушается старших и часто бывает за это наказана.
На Совете коты узнают, что ручьи на территории племени Ветра совсем обмелели. Звёздный Луч просит Пятнистую Звезду позволить его воинам ходить пить из реки на территории Речных котов. Та нехотя разрешает, а затем знакомит племена с новыми воинами – Коршуном и Мотылинкой, детьми бродячей кошки Саши. При этом Мотылинка становится ученицей Пачкуна. После Совета Ежевика встречается со своей сестрой Рыжинкой, ушедшей жить в племя Теней, которой, оказывается, приснился похожий сон. Брат с сестрой решают прийти к Четырём Деревьям в новолуние в надежде встретить других двух избранников.
В назначенную ночь Ежевика приходит к месту проведения Советов, но за ним увязывается Белочка. Воин не успевает отправить ее домой до прихода остальных и вынужден ее оставить. Избранницей из Речного племени оказывается Ласточка, а ее брат Ураган приходит с ней поддержать ее. Из племени Ветра приходит задиристый оруженосец Грачик. Коты ждут знака, но не получают его. Они договариваются подождать до следующего Совета.
В это время Листвичка обнаруживает, что может во сне чувствовать, что происходит в этот момент с сестрой. Проснувшись, она выходит на поляну и замечает Горелого, пришедшего поговорить с Огнезвёздом. А Ежевика тем временем возвращается в лагерь и засыпает. Ему снится, что он тонет в едкой солёной воде, в которую медленно опускается солнце. Потом кот видит у берега в скале пещеру, в которую несут его волны. Ежевика в ужасе просыпается и слышит разговор Горелого и Огнезвёзда. Одиночка предупреждает предводителя о странном поведении Двуногих, но тот не уделяет должного внимания этой новости. Пока Огнезвёзд ненадолго отходит Ежевика рассказывает Горелому свой сон, и тот неожиданно говорит, что знает о существовании такого места, и намекает, что наверняка этот сон был послан Звёздным племенем. Потрясенный, Ежевика пересказывает одиночке свой первый сон, и черный кот предполагает, что Ежевика – часть важного пророчества.
Полосатый воин решает сообщить о соленой воде Ласточке и Урагану и встречается с ними у реки. Они договариваются идти к Месту-где-тонет-солнце в ночь половины луны. Грачик, узнав об этом, сначала возмущается, но потом соглашается на путешествие. Потом Ежевика приходит к Рыжинке, и она говорит, что будет готова.
Листвичка и Пепелица собирают целебные травы, когда вдруг папоротник загорается под лучами солнца, проходящими через штуковину Двуногих. В огне Пепелица видит знамение: огромный тигр прыгает в его пламени. Она решает, что это предостережение о том, что Белочка, дочь Огнезвёзда (огня), и Ежевика, сын Звездоцапа (предводителя нового Тигриного племени), вместе могут уничтожить лес. Узнав о знаке, Огнезвёзд решает держать их подальше друг от друга. Однако Ежевика все же находит минутку, чтобы сказать Белочке о своем уходе, а она в ответ просит взять ее с собой, угрожая, что все равно пойдет за ним. Воин вынужден согласиться.
Когда они собираются уходить, к ним выходит Листвичка и дает травы путников. Ученица целительницы не собирается раскрывать тайну сестры и лишь с горечью отпускает ее. Путешествие начинается. Путники идут через территорию племени Ветра, мимо амбара Ячменя и Горелого, Высоких Скал, по пастбищам, через Гремящие тропы, вдоль домов Двуногих. Им приходится спасаться от собак и агрессивных ручных котиков. В пути Рыжинка, выпив воды из лужи, получает знамение солёной воды, как и Ежевика. Потом во сне его получает Ласточка. Путешественники встречают старого одиночку Пурди, он приводит их в сад Двуногих, где Грачик тоже наконец-то получает свой знак соленой воды. Пурди узнает их историю и, зная, где находится Место-где-тонет-солнце, решает проводить путников. Кажется, что он не знает, куда идти, но у воителей уже нет выбора, и приходится довериться старику. Но в конце концов они выходят к морскому побережью.
Коты начинают спускаться по скалистому утесу, но Ежевика падает прямо ко входу в пещеру. Остальные присоединяются к нему. Неожиданно из пещеры выходит барсучиха – она и оказывается Полночью. Она сообщает им, что племенам нужно объединиться, чтобы спастись, и покинуть лес. Их дом будет разрушен Двуногими, которые хотят построить новую Гремящую Тропу. Она велит по возвращении встать в ясную ночь на Скалу Совета, и умирающий воин должен будет указать им дорогу к новому дому.

## История публикации
Полночь была впервые выпущена в США и Канаде в твердом переплете 10 мая 2005 года. Она была выпущена в Великобритании 25 октября 2006 года. Она была выпущена в мягкой обложке 4 апреля 2006 года. Она также был выпущена для Amazon Kindle 6 ноября 2007 года.

## Критика
Приём «Полночи» был смешанным. Children's Literature дала негативный отзыв. Вопросы, затронутые в обзоре, включают в себя понижение Огнезвёзда до простого воина, огромный объем персонажей и «слабую» группу путешествующих кошек. Тем не менее, обзор действительно хвалил характер Белки. С другой стороны, Kirkus Reviews сказали, что роман был «структурно прочным». BookLoons назвали новое поколение "привлекательным".

## Вдохновение
Лес, изображенный в книге, основан на Нью-Форесте, лесу на юге Англии. Травы, которые кошки используют для лечения основан на информации Culpeper's Herbal.

## Персонажи
Главные персонажи:
- Ежевика – воин Грозового племени
- Белочка – ученица Грозового племени, ученица Дыма
- Грачик – оруженосец племени Ветра, ученик Чернохвата
- Ласточка – воительница Речного племени
- Ураган – воин Речного племени
- Рыжинка – воительница племени Теней
- Листвичка – ученица целительницы Грозового племени.

Второстепенные:
- Огнезвёзд – предводитель Грозового племени
- Песчаная Буря – воительница Грозового племени
- Пепелица – целительница Грозового племени
- Крутобок – глашатай Грозового племени
- Полночь – барсучиха, посланница Звёздного племени.